# 關愛共享計劃
關愛共享計劃（英語：Caring and Sharing Scheme）是財政司司長陳茂波於2018年3月23日公佈的一項計劃，向符合資格的香港居民派發最多4,000港元的津貼。惟計劃推出後出現多種混亂情況，遭到各界嚴厲批評。

## 背景
香港行政長官林鄭月娥於2017年的《施政報告》提出「理財新哲學」，即「在確保公共財政穩健的前提下，採取具有前瞻性與策略性的理財方針，為香港作投資，為市民解困」。財政司司長陳茂波於2018年2月28日2018/19年度《財政預算案》中宣佈因政府該年度財政盈餘豐厚，將推出一系列寬減措施與市民共享經濟成果。林鄭月娥稱讚《財政預算案》完全秉承了她的「理財新哲學」。
然而，《財政預算案》公佈後被質疑未能涵蓋有需要人士，對基層人士的關注不足。陳茂波於2018年3月3日表示政府已委託關愛基金「補漏拾遺」，設計覆蓋較廣闊的關愛共享計劃，並聚焦針對預算案的寬減措施未能覆蓋的基層市民
財政司司長陳茂波於2018年3月23日宣佈關愛共享計劃，向合資格人士一次性派發最多4,000港元。初步估計受惠人數達280萬人，涉及金額達110億港元。

## 受惠對象
關愛共享計劃向符合以下條件的人士派放最多4,000港元。
1. 於2018年12月31日或以前年滿18歲、持香港身分證並通常居住在香港
2. 沒有在香港擁有任何物業
3. 沒有領取綜合社會保障援助、長者生活津貼、高齡津貼或傷殘津貼
4. 在2017/18年度沒有繳交薪俸稅或退稅少於四千元

此外，假若擁有自住物業而沒有繳交薪俸稅的市民享有的差餉寬免少於4,000港元，或須繳交薪俸稅但退稅和差餉寬免的得益合共少於4,000港元，亦可獲發差額。領取綜合社會保障援助人士亦可獲兩個月津貼或援助金與4,000港元之間的差額。

## 申請及審批

### 接受申請
關愛共享計劃由2019年2月1日起至4月30日接受申請。由於當局不設網上申請，市民需以投遞或郵寄方式遞交表格。政府於2019年1月21日起派發申請表格，首階段印製了至少100萬份中文版表格供市民領取。首日多間民政諮詢中心的申請表格派罄後，職員要求市民須自攜白紙才可代為列印表格。政務司司長張建宗認為要求市民自攜白紙並不理想。
計劃起初要求申請者遞交身分證副本、三個月內有效的住址證明、銀行存摺或提款卡或銀行月結單副本。一些市民認為難以提供以上文件，對計劃感到麻煩。
由於計劃不設網上申請，若申請人選擇以郵寄方式遞交申請便須支付足夠郵資。有傳媒報導因申請需要遞交多種文件，故此郵資可能需要三元或以上。若申請人沒有貼上足夠的郵費，將不能成功投遞。
對於以上各種批評，在職家庭及學生資助事務處處長李忠善指政府從2018年12月底已進行大量宣傳工作，包括推出宣傳單張、短片及查詢熱線、向議員及非政府機構介紹計劃，惟市民一般只會待計劃正式接受申請後才會認為檢視計劃細節。

### 改善措施
針對以上混亂情況，政府於1月23日宣佈數項改善措施，包括：
1. 申請人毋須遞交住址證明
2. 對於郵資不足的申請表格亦會放寬處理，將政府代為支付郵資[27]
3. 加印100萬份申請表格於多處派發
4. 24小時電話熱線數目由28條增至34條（其後增至60條[24]）

政務司司長張建宗表示關愛共享計劃是一件「開心事」，應該便民及利民，而不應擾民。當被問及放寬處理郵資不足的申請會否變相鼓勵市民不貼任何郵票，張建宗否認鼓勵這種做法。

### 批評不絕
政府推出以上改善措施後，批評關愛共享計劃的聲音仍然不絕，不少市民認為政府的工作進度緩慢。
2019年1月27日，財政司司長陳茂波邀請藝人王祖藍擔任主持，於Facebook進行直播回答市民對財政預算案的提問。有網民批評關愛共享計劃的申請手續煩瑣混亂，他解釋政府的「理財新哲學」是資源運用需具針對性，故需要收集資料作審批。他亦對計劃安排混亂向市民致歉。林鄭月娥回應傳媒質疑為何不效法「$6,000計劃」向每位市民派發相同金額時，她表示支持陳茂波的看法，認為根據政府的「理財新哲學」，公共資源需要運用於較有需要的人身上，不應沒有針對性地向每位市民派發相同金額。「全民派錢」缺乏針對性，不符合政府的原則。。
2019年5月20日，政府表示共接獲344萬份申請，並已向所有申請人發出通知確認已收妥表格，待政府按申請資格進行審批後便可發放款額。
| 日期          | 進度                                                                          | 資料來源 |
| ------------- | ----------------------------------------------------------------------------- | -------- |
| 2019年4月4日  | 向150萬份申請發出確認通知                                                     | [ 35 ]   |
| 2019年5月10日 | 向約339萬份申請發出確認通知，並就約112,000宗成功申請個案派發款項              | [ 36 ]   |
| 2019年5月20日 | 共收到344萬份申請，並已向所有申請人發出確認通知                               | [ 34 ]   |
| 2019年10月2日 | 已向299萬份申請派發款項，另有約12,000份申請因當局遺失申請表而暫時未能繼續審批 | [ 37 ]   |

2019年7月，有市民表示本身已經擁有物業，享有差餉減免優惠，但仍然收到全額4000元的款項。
2019年10月2日，政府宣佈有1.2萬份申請表格及資料在輸入初步資料後遺失，故未能繼續審批。在職家庭津貼辦事處其後致電受影響市民，並向個人資料私隱專員公署通報。民建聯立法會議員柯創盛指政府應汲取教訓。

## 批評

### 行政成本高昂
關愛共享計劃計劃的行政成本約3.11億元，包括以420萬元印製348萬份申請表格。以280萬名受惠人計算，每宗申請的行政成本最少110元。有傳媒質疑關愛共享計劃的行政費用較$6,000計劃高昂，陳茂波回應指因為關愛共享計劃具針對性，故需一定的審批手續，大約百分之三的行政費用是合理的。陳茂波認為跟$6,000計劃相比，關愛共享計劃的資源運用較準確，這亦是本屆政府的理財哲學。

### 技術落伍
對於公眾質疑為何計劃不設網上申請，張建宗回應指建立網上系統需時約18個月，為免拖延公眾取得款項的時間才決定不提供網上申請。財政司司長陳茂波亦表示網上交表系統須經採購程序，對數據保安的要求亦很高，故經衡量後認為親身交表或郵寄的方式較佳。
立法會資訊科技界議員莫乃光認為建立網上申請系統並非一項高難度的項目，需時18個月的說法誇張，事件反映勞工及福利局和民政事務局的心態落後。

### 申請手續繁複
部分接受投遞方式交表的地點（例如政府合署和社會福利署分區辦事處）只於平日開放，其中一些甚至於午膳時間暫停開放。不方便要上班的市民交表。有市民抱怨當局在申請書上只列出投遞箱地址，並沒有列明開放時間，造成混亂。
有議員批評申請表格過於複雜，例如表格不設「沒有銀行戶口」的選項，申請表格亦要求市民填上經濟活動身分和族裔等不必要的資料。

### 人手不足
在職家庭津貼辦事處聘用大約700名員工以及逾百名外判員工以人手方式輸入344萬份申請資料。有員工向傳媒投訴人手嚴重不足，每天需要輸入大量申請表及加班工作，導致不少員工離職。財經事務及庫務局局長劉怡翔於2019年5月15日回應立法會議員提問時指推行計劃至今有約30名員工離職，但不清楚離職原因。《香港01》報導有員工指雖然在職家庭津貼辦事處以合約方式聘請了一些退休公務員協助，但他們一般只負責「跟車」工作，監督運輸工人把申請表格妥善收集及運送，甚少動手協助搬運表格。

### 程序混亂
部分收集申請表格的地點使用選舉投票箱作為收集表格的投遞箱，令市民感到混淆。民建聯議員顏汶羽批評當局沒有投票箱加上適當標示，造成混亂。民主黨賴文輝亦批評部分投票箱沒有鎖，擔心出現保安問題。首日接受申請時亦有投遞箱於1小時內爆滿，亦有辦事處因未能為投遞箱上鎖而暫停接收申請表格。
《明報》曾報導辦公室的保安粗疏，外判公司的員工沒有獲發員工證，出入辦公室毋須登記或檢查身分。裝有申請表格的紙箱亦未有封好隨意放在走廊。《香港01》揭發申請表格於辦公室內亂放，令表格並非按照交表時間的先後處理，導致出現部分市民一早交表但遲遲未能收到確認短訊、多人於同日同地遞交表格但派錢時間不一的情況。

### 進度緩慢
不少市民遞交申請後等待逾一個月亦未收到手機短訊通知確認收妥表格，因擔憂表格寄失而重覆交表，令政府的工作量進一步增加。亦有市民於其丈夫離世後4個月才收到政府寄來的支票，但因遺產承辦程序已經完成、丈夫的銀行戶口已取消而未能將支票存入銀行。財經事務及庫務局局長劉怡翔回應指計劃涉及計算退稅及差餉寬減，故需一定時間處理。

### 浪費紙張
有環保團體綠領行動估計整個計劃耗用超過1,398萬張紙張。長春社總監蘇國賢則認為政府應採用無紙方案。民建聯立法會議員葛珮帆亦批評政府的處理方法仿如處於石器時代，不符推動智慧城市的理念。

## 評價
陳茂波於2019年在電台節目談及派發現金時，承認關愛共享計劃的效果不理想。他認為原因在於行政上的制肘。
前立法會主席曾鈺成亦於報章專欄撰寫題為「阿茂整餅 （页面存档备份，存于）」的文章揶揄陳茂波，指政策自相矛盾，比「量子力學更複雜」。
工聯會黃國健表示早已向政府建議「全民派錢」，但政府並不採納建議。後來才推出措施「補漏拾遺」是自找麻煩。
民建聯立法會議員葛珮帆認為整件事件「由頭到尾都混亂」，不少市民向她反映遲遲未收到當局通知，熱線電話亦無人接聽。
民主黨主席胡志偉認為政府向市民派發4,000港元的做法是採用了民主黨的建議，但金額仍有待提高。
工黨立法會議員張超雄認為計劃衍生出鉅額行政費，政府不懂得如何妥善運用公共資源。

## 外部連結
- 關愛共享計劃（页面存档备份，存于）